# Nomenclatuur
Nomenclatuur is naamgeving en wetenschappelijke nomenclatuur is het op systematische wijze benoemen van allerlei zaken. Zo worden eenduidige namen gegeven aan planten, dieren en chemische stoffen. Dit heeft een eenduidige communicatie als doel: idealiter heeft een wetenschappelijke naam voor iedereen die ermee werkt dezelfde, unieke betekenis. Wetenschappelijke namen worden veel in de taxonomie gebruikt, bij de indeling van levensvormen. 

## Biologie
In de biologie regelen de nomenclatuurregels de wijze waarop wetenschappelijke namen worden gegeven aan taxa, de taxonomisch erkende groepen.
De wetenschappelijke naam van een soort bestaat voor organismen uit twee delen, waarvan het eerste de geslachtsnaam is. Een voorbeeld is de wetenschappelijke naam van het madeliefje, Bellis perennis. Hierin is Bellis de geslachtsnaam terwijl perennis de soortaanduiding is. Een dergelijk systeem geldt echter niet voor virussen.
Wetenschappelijke namen voor taxa worden geregeld in:
- nomenclatuur van prokaryoten: International Code of Nomenclature of Prokaryotes (ICNP)
- botanische nomenclatuur: International Code of Nomenclature for algae, fungi, and plants (ICN)
- virusnomenclatuur door International Committee on Taxonomy of Viruses
- zoölogische nomenclatuur: International Code of Zoological Nomenclature (ICZN)

De biologische nomenclatuurcode voor plantengemeenschappen is:
- plantensociologische nomenclatuur: International Code of Phytosociological Nomenclature (ICPN)

## Psychiatrie
Hier worden eenduidige benamingen van symptomen en ziektebeelden samengebracht in een internationaal verspreid en meer en meer erkend en gehanteerd systeem: DSM-5 (voorheen DSM-IV).

## Natuurkunde
In de natuurkunde en de techniek wordt met nomenclatuur meestal bedoeld hoe symbolen gebruikt worden voor de verschillende grootheden en eenheden zoals die in formules genoteerd worden. Een voorbeeld van natuurkundige nomenclatuur is het gebruik van nematische ordeparameter binnen de statistische natuurkunde.

## Scheikunde
In de scheikunde, zowel in de organische chemie als in de anorganische chemie, worden chemische stoffen systematisch via de IUPAC-nomenclatuur benoemd. Het gebruik van niet-systematische, triviale namen blijft ook heel courant.

## Astronomie
Binnen de astronomie wordt de naamgeving van verschillende klassen van objecten door de Internationale Astronomische Unie geregeld. Er zijn verschillende systemen.

## Recht
In het recht, in het bijzonder het douanerecht, worden alle goederen gesystematiseerd via de zogenaamde gecombineerde nomenclatuur (GN). De GN is onderdeel van de Europese douanewetgeving. Uitgangspunt bij de gecombineerde nomenclatuur is dat alle goederen ter wereld moeten kunnen worden ingedeeld onder een bepaalde post van de GN. Daarmee wordt herkenbaarheid en rechtszekerheid van het internationale douanerecht gediend.